# REXUS/BEXUS
REXUS/BEXUS, Rocket-borne Experiments for University Students / Balloon-borne Experiments for University Students – program badań naukowych prowadzonych przez studentów za pomocą rakiet sondażowych i balonów wysokościowych, organizowany przez Niemcy, Szwecję i ESA. Rakiety i balony startują z kosmodromu Esrange w Szwecji, położonego za północnym kołem podbiegunowym. W kampanii BEXUS 11 poleciał polski eksperyment SCOPE, zaś w BEXUS 34/35 polski eksperyment STORMDUST.

## Organizatorzy
Program REXUS/BEXUS organizowany jest przez Niemiecką Agencję Kosmiczną DLR, Szwedzką Agencję Kosmiczną SNSB i szwedzką państwową firmę Swedish Space Corporation (SSC). Dzięki porozumieniu z Europejską Agencją Kosmiczną część szwedzkiego udziału w ładunkach rakiet i balonów jest dostępna dla młodych naukowców z innych krajów europejskich.
Eksperci z tych trzech instytucji służą studentom pomocą w organizowaniu ich projektów.

## Planowanie
Każdy z eksperymentów zaproponowanych do wysłania na pokładzie rakiet REXUS lub balonu BEXUS przechodzi przez procedurę przeglądów projektów:
- przegląd wstępny – preliminary design review, PDR - przedstawienie szkicu eksperymentu
- przegląd krytyczny – critical design review, CDR - przedstawienie eksperymentu w wersji końcowej
- przegląd postępu prac – integration progress review, IPR - przedstawienie stanu kompletowania eksperymentu
- przegląd akceptacyjny – experiment acceptance review, EAR - opis wyglądu eksperymentu przedstawiany przed ostateczną decyzją o jego wyniesieniu do stratosfery lub w przestrzeń kosmiczną
- wyniki – podsumowanie projektu publikowane trzy miesiące po locie

## REXUS
Rakiety sondażowe w ramach programu REXUS startują nieregularnie, zwykle wiosną. Wynoszą one 40 kg ładunku na wysokość 80-100 kilometrów. Całość ładunku i eksperymentów powraca na Ziemię.

### Chronologia misji
- REXUS 1 - 4 grudnia 1995 - maksymalna wysokość 89 km
- REXUS 2 - 28 października 2004 - maks. wys. 91 km
- REXUS 3 - 4 kwietnia 2006 - maks. wys. 94 km
- REXUS 4 - 22 października 2008
- REXUS 5 - 13 marca 2009 - maks. wys. 88 km
- REXUS 6 - 12 marca 2009 - maks. wys. 89 km
- REXUS 7 - 2 marca 2010 - maks. wys. 83 km
- REXUS 8 - 4 marca 2010 - maks. wys. 88 km
- REXUS 9 - 22 lutego 2011 - maks. wys. 80,6 km
- REXUS 10 - 23 lutego 2011 - maks. wys. 82 km
- REXUS 11 - 16 listopada 2012 - maks. wys. 89 km
- REXUS 12 - 19 marca 2012 - maks. wys. 88 km
- REXUS 13 - 9 maja 2013 - maks. wys. 91 km
- REXUS 14 - 7 maja 2013 - maks. wys. 90 km
- REXUS 15 - 29 maja 2014 - maks. wys. 92 km
- REXUS 16 - 28 maja 2014 - maks. wys. 91 km
- REXUS 17 - 17 marca 2015 - maks. wys. 93 km
- REXUS 18 - 18 marca 2015 - maks. wys. 92 km
- REXUS 19 - 18 marca 2016 - maks. wys. 90 km
- REXUS 20 - 15 marca 2016 - maks. wys. 89 km
- REXUS 21 - 15 marca 2017 - maks. wys. 91 km
- REXUS 22 - 16 marca 2017 - maks. wys. 90 km
- REXUS 23 - 4 marca 2018 - maks. wys. 92 km
- REXUS 24 - 12 marca 2018 - maks. wys. 91 km
- REXUS 25 - 11 marca 2019 - maks. wys. 90 km
- REXUS 26 - 19 marca 2019 - maks. wys. 89 km
- REXUS 27 - 5 listopada 2022 - maks. wys. 93 km
- REXUS 28 - 7 listopada 2022 - maks. wys. 92 km
- REXUS 29 - 01 kwietnia 2023 - maks. wys. 91 km
- REXUS 30 - 29 marca 2023 - maks. wys. 90 km
- REXUS 31 - 14 marca 2023 - maks. wys. 92 km
- REXUS 32 - 12 marca 2022 - maks. wys. 91 km

## BEXUS
Balony BEXUS są wypuszczane również z terenu Esrange, zwykle jesienią.
Są to helowe balony stratosferyczne typu Zodiac, o objętości 10-12 tysięcy m³. Wraz z gondolą mają 65-100 metrów długości. Wynoszą 40–100 kg ładunku na wysokość 20–35 km i czas 2–5 godzin.

### SCOPE
23 listopada 2010, w ramach lotu BEXUS 11, balonem poleciał polski eksperyment Stabilized Camera Observation Platform Experiment (SCOPE), tj. platforma ze stabilizowaną kamerą obserwacyjną. Przygotowany przez studentów, członków Studenckiego Koła Astronautycznego przy Politechnice Warszawskiej, był pierwszym całkowicie polskim eksperymentem na balonie stratosferycznym. Stanowił kontynuację projektu rozpoczętego w latach 2008/2009, który miał być wyniesiony w kampanii BEXUS 8/9, ale nie został ukończony na czas – stąd spotykane określenie SCOPE 2.0.
SCOPE był finansowany przede wszystkim z funduszy Planu dla Europejskich Państw Współpracujących, którego Polska jest uczestnikiem i płatnikiem od 2007 roku. Organizatorzy otrzymali również grant Samorządu Studentów PW w wysokości 6000 zł. Eksperyment wspierały również Wydział Mechaniczny Energetyki i Lotnictwa Politechniki Warszawskiej oraz Centrum Badań Kosmicznych Polskiej Akademii Nauk.
Sedno SCOPE stanowi kamera umieszczona na ruchomej, zdalnie sterowanej stabilizowanej platformie w gondoli balonu, służącej do obserwacji powierzchni Ziemi. Wśród możliwych przyszłych zastosowań wymienia się monitoring miejskiego ruchu ulicznego czy stanu środowiska naturalnego.
Projekty biorące udział w startach balonów BEXUS 10 i 11, w tym SCOPE, przeszły w lutym 2010 wstępny przegląd (PDR). W kwietniu i maju przeprowadzono testy funkcjonalne SCOPE. 19 i 20 maja odbył się przegląd zaawansowania prac nad poszczególnymi eksperymentami (CDR). W sierpniu przeprowadzono testy środowiskowe w komorze termiczno-próżniowej oraz kolejne przeglądy, tzw. IPR i EAR. W drugiej połowie września urządzenie wysłano do Szwecji. 6 października po ostatnim, szybkim przeglądzie komunikacji i oprogramowania, SCOPE został zakwalifikowany jako gotowy do lotu.
Start balonu miał się odbyć niedługo później, ale ze względu na złe warunki pogodowe został przesunięty i ostatecznie nastąpił 23 listopada 2010. W czasie lotu SCOPE stracił komunikację ze stacją naziemną, musiał przejść w tryb autonomiczny, przez co nie zrealizował części swoich zadań. Po kilku godzinach lotu gondola balonu z mieszczącymi się na niej eksperymentami opadła na spadochronie przy północnym wybrzeżu Bałtyku w Finlandii. Odnaleziono ją kilka dni później.

### Chronologia misji
- BEXUS 1
- BEXUS 2 - 26 lutego 2004 - objętość. 10 000 m³, maksymalna wysokość 27 km
- BEXUS 3 - 22 marca 2005
- BEXUS 4 - 19 czerwca 2006 - objętość. 10 000 m³, maksymalna wysokość 30 km, czas trwania 3,2 godziny
- BEXUS 5 - 27 marca 2007 - maks. wys. 25 km
- BEXUS 6 - 8 października 2008 - objętość. 10 000 m³, maksymalna wysokość 29 km, czas trwania 2,5 godziny
- BEXUS 7 - 8 października 2008 - objętość. 12 000 m³, maksymalna wysokość 26 km
- BEXUS 8 - 10 października 2009
- BEXUS 9 - 11 października 2009
- BEXUS 10 - 9 października 2010 - maksymalna wysokość 22,5 km, czas trwania 3 godziny
- BEXUS 11 - 23 listopada 2010 - objętość. 12 000 m³
- BEXUS 12 - 25 września 2011 - maks. wys. 30 km
- BEXUS 13 - 26 września 2011 - maks. wys. 27 km
- BEXUS 14 - 24 września 2012 - maks. wys. 28 km
- BEXUS 15 - 25 września 2013 - maks. wys. 27 km
- BEXUS 16 - 8 października 2013 - maks. wys. 28 km
- BEXUS 17 - 10 października 2013 - maks. wys. 27 km
- BEXUS 18 - 10 października 2014 - maks. wys. 28 km
- BEXUS 19 - 8 października 2014 - maks. wys. 27 km
- BEXUS 20 - 10 października 2015 - maks. wys. 28 km
- BEXUS 21 - 7 października 2015 - maks. wys. 27 km
- BEXUS 22 - 5 października 2016 - maks. wys. 28 km
- BEXUS 23 - 7 października 2016 - maks. wys. 27 km
- BEXUS 24 - 18 października 2017 - maks. wys. 28 km
- BEXUS 25 - 20 października 2017 - maks. wys. 27 km
- BEXUS 26 - 17 października 2018 - maks. wys. 28 km
- BEXUS 27 - 18 października 2018 - maks. wys. 27 km
- BEXUS 28 - 25 października 2019 - maks. wys. 28 km
- BEXUS 29 - 23 października 2019 - maks. wys. 27 km
- BEXUS 30 - 30 września 2021 - maks. wys. 28 km
- BEXUS 31 - 29 września 2021 - maks. wys. 27 km
- BEXUS 32 - 24 września 2023 - maks. wys. 28 km
- BEXUS 33 - 21 września 2023 - maks. wys. 27 km
- BEXUS 34 - 4 października 2024 - maks. wys. 28 km
- BEXUS 35 - 2 października 2024 - maks. wys. 27 km